# みんなが恋してる
『みんなが恋してる』（みんながこいしてる、イタリア語: Tutti innamorati）は、1959年（昭和52年）製作・公開、ジュゼッペ・オルランディーニ監督のイタリア・フランス合作映画である。イタリア式コメディの1作である。

## 略歴・概要
本作は、1959年、イタリアの映画プロデューサーグイド・ジャンバルトロメイが、フランスの映画会社フランス・シネマ・プロデュクシオンとの提携によりロヤル・フィルムで製作を開始、パスクァーレ・フェスタ・カンパニーレおよびマッシモ・フランチオーザの2人が執筆した原案を、カンパニーレ、フランチオーザ、ウーゴ・グェッラ、ジョルジョ・プロスペリ、フランコ・ロッシの5人で脚色し、助監督出身のジュゼッペ・オルランディーニが初めて監督し、完成した。イタリアでは、同年、チネリッツが配給して公開された。
日本では、同年10月6日、イタリフィルムが配給して公開された。同年、若城希伊子の日本語訳による映画と同名の物語本を、秋元書房が発行した。2011年（平成23年）2月現在に至るまで、DVD等のビデオグラム販売等は行われていない。

## スタッフ
- プロデューサー : グイド・ジャンバルトロメイ （Guido Giambartolomei [4]）
- 監修 : フランコ・ロッシ
- 監督 : ジュゼッペ・オルランディーニ （Giuseppe Orlandini）
- 原案 : パスクァーレ・フェスタ・カンパニーレ、マッシモ・フランチオーザ
- 脚色 : パスクァーレ・フェスタ・カンパニーレ、マッシモ・フランチオーザ、ウーゴ・グェッラ （Ugo Guerra [5]）、ジョルジョ・プロスペリ （Giorgio Prosperi）、フランコ・ロッシ
- 撮影 : アルマンド・ナンヌッツィ （Armando Nannuzzi）
- 美術 : フランコ・ロッリ （Franco Lolli）
- 編集 : オテッロ・コランジェーリ （Otello Colangeli）
- 音楽 : アレッサンドロ・チコニーニ （Alessandro Cicognini）

## キャスト
クレジット順
- ガブリエーレ・フェルツェッティ - アルトゥーロ
- マルチェロ・マストロヤンニ - ジョヴァンニ
- ジャクリーヌ・ササール - アッレグラ・バルベリーオ
- メンモ・カロテヌート （Memmo Carotenuto） - フェッルッチョ

アルファベット順
- ジーナ・アメンドーラ （Gina Amendola）
- カルロッタ・バリッリ （Carlotta Barilli [6]）
- クララ・ビンディ （Clara Bindi）
- ナンド・ブルーノ （Nando Bruno） - チェーザレ
- グラツィア・コレッリ （Grazia Colelli [7]）
- リヴィア・コルダーロ （Livia Cordaro [8]）
- フランコ・ディ・トロッキオ （Franco Di Trocchio [9]）
- ルジェッロ・マルキ （Ruggero Marchi） - エルマンノ・バルベリーオ
- マリーザ・メルリーニ （Marisa Merlini） - ヨランダ
- オルランド・パッラマーリ （Orlando Pallamari [10]）
- ポリドール （Polidor）
- レオポルド・トリエステ （Leopoldo Trieste） - チプリアーニ

## 註
1. 1 2 3 4  Tutti innamorati, インターネット・ムービー・データベース （英語）, 2011年3月3日閲覧。
2. 1 2  Tutti Innamorati, allmovie （英語）, 2011年3月3日閲覧。
3. ↑  みんなが恋してる、allcinema ONLINE, 2011年3月3日閲覧。
4. ↑  Guido Giambartolomei - IMDb（英語）, 2011年3月3日閲覧。
5. ↑  Ugo Guerra - IMDb（英語）, 2011年3月3日閲覧。
6. ↑  Carlotta Barilli - IMDb（英語）, 2011年3月3日閲覧。
7. ↑  Grazia Colelli - IMDb（英語）, 2011年3月3日閲覧。
8. ↑  Livia Cordaro - IMDb（英語）, 2011年3月3日閲覧。
9. ↑  Franco Di Trocchio - IMDb（英語）, 2011年3月3日閲覧。
10. ↑  Orlando Pallamari - IMDb（英語）, 2011年3月3日閲覧。

## 関連事項
- 1959年の日本公開映画
- イタリア式コメディ